# Дубовязовский поселковый совет (Конотопский район)
Дубовязовский поселковый совет (укр. Дубов'язівська селищна рада) — входит в состав
Конотопского района
Сумской области
Украины.
Административный центр поселкового совета находится в 
пгт Дубовязовка
.

## Населённые пункты совета
- пгт Дубовязовка
- пос. Белозерка
- с. Гамалиевка
- с. Кохановка
- с. Полтавка
- с. Семяновка
- пос. Тополиное